# Джузеппе Вірджилі
Джузеппе Вірджилі (італ. Giuseppe Virgili, 24 липня 1935, Удіне — 10 червня 2016, Флоренція) — італійський футболіст, що грав на позиції нападника, зокрема, за «Фіорентину», «Торіно» та «Ліворно», а також національну збірну Італії.

## Клубна кар'єра
Народився 24 липня 1935 року в місті Удіне. Вихованець місцевої юнацької команди «Рикреаторіо Фестіво Удінезе».
У дорослому футболі дебютував 1952 року виступами за команду «Удінезе», у якій вже з другого сезону став одним з основних нападників.
Своєю грою за цю команду привернув увагу представників тренерського штабу клубу «Фіорентина», до складу якого приєднався 1954 року. Відіграв за «фіалок» наступні чотири сезони своєї ігрової кар'єри. Більшість часу, проведеного у складі «Фіорентини», був основним гравцем атакувальної ланки команди і одним із її головних бомбардирів, маючи середню результативність на рівні 0,54 гола за гру першості. У сезоні 1955/56 виборов титул чемпіона Італії. У тому переможному сезоні був основним голеодором команди, відзначившись 21 голом у 32 іграх першості.
Згодом протягом 1958–1962 років провів по два сезони за «Торіно» і «Барі», після чого протягом трьох сезонів захищав кольори «Ліворно», якому, регулярно забиваючи, допоміг 1964 року здобути підвищення з третього до другого дивізіону.
Завершував ігрову кар'єру у команді «Таранто», за яку виступав протягом 1965—1966 років у Серії C.

## Виступи за збірну
1955 року дебютував в офіційних матчах у складі національної збірної Італії.
Загалом протягом кар'єри у національній команді, яка тривала три роки, провів у її формі 7 матчів, забивши 2 голи.

## Кар'єра тренера
Протягом 1978–1979 років тренував команду «Губбіо».
Помер 10 червня 2016 року на 81-му році життя у Флоренції.
| Дата       | Місто          | Господарі | Результат | Гості    | Турнір                             | Голи | Примітки |
| ---------- | -------------- | --------- | --------- | -------- | ---------------------------------- | ---- | -------- |
| 27-11-1955 | Будапешт       | Угорщина  | 2 – 0     | Італія   | Кубок Центральної Європи 1955-1960 | -    |          |
| 18-12-1955 | Рим            | Італія    | 2 – 1     | ФРН      | товариський матч                   | -    |          |
| 15-2-1956  | Болонья        | Італія    | 2 – 0     | Франція  | товариський матч                   | -    |          |
| 25-4-1956  | Мілан          | Італія    | 3 – 0     | Бразилія | товариський матч                   | 2    |          |
| 24-6-1956  | Буенос-Айрес   | Аргентина | 1 – 0     | Італія   | товариський матч                   | -    |          |
| 1-7-1956   | Ріо-де-Жанейро | Бразилія  | 2 – 0     | Італія   | товариський матч                   | -    |          |
| 12-5-1957  | Загреб         | Югославія | 6 – 1     | Італія   | Кубок Центральної Європи 1955-1960 | -    |          |
| Усього     |                | Матчів    | 7         |          | Голів                              | 2    |          |

## Титули і досягнення
- Чемпіон Італії (1):

«Фіорентина»: 1955-1956